# Großfürstin Alexandra
Großfürstin Alexandra ist eine österreichische Filmoperette von Wilhelm Thiele mit Maria Jeritza, die hier die einzige Filmrolle ihrer gesamten Karriere übernahm, in der Titelrolle. Ihr Partner ist Paul Hartmann. Dies war Thieles erste Filmregie im Exil.

## Handlung
Russland in den 1910er Jahren, im ausgehenden Zarentum. Der russische Großfürst Michael lebt auf seinem Schloss mit seiner Gattin, der titelgebenden Großfürstin Alexandra, glücklich aber in morganatischer Ehe, was den Unmut des Zaren hervorruft. Als der Erste Weltkrieg ausbricht und drei Jahre später die Bolschewisten die Monarchie umstürzen, gerät auch das traute Glück der Hochadeligen ins Wanken. Das Paar flieht, als Bauern verkleidet und mit ihrem Koch Dimitri als Begleitung, verfolgt von den roten Horden. An einem Fluss, den man zu überqueren versucht, wird Großfürst Michael von einer Kugel getroffen und stürzt dabei ins Wasser. Alexandra hält ihn für tot und wird von einem väterlichen Freund der Familie, Fürst Nikolai, sicher nach Wien geleitet, während Dimitri beim im Fluss treibenden Michael zurückbleibt. 
In der österreichischen Hauptstadt lernt Nikolai, der sich rührend um Alexandra kümmert und jede Gelegenheitsarbeit annimmt, den Kapellmeister Werner kennen und macht ihn mit Alexandra, die über eine wundervolle Gesangsstimme verfügt, bekannt. Werner erkennt ihr Talent und gibt Alexandra Unterricht. Bald steigt sie zu einer Opernsängerin auf. Aus tiefer Verbundenheit erwächst zwischen Alexandra und Richard Werner innige Liebe. Alexandra macht Karriere als gefeierter Opernstar, und somit gelangt ihr Foto in einer Zeitung auch auf einen litauischen Gutshof, wo der damals nur verwundete Michael mit seinem ihn rettenden Koch Dimitri ein einfaches Leben in Zurückgezogenheit verbringt.
Großfürst Michael ist überaus erfreut und macht sich sogleich auf den Weg nach Wien, um seine Frau wieder zu sehen. Alexandra ist hin- und hergerissen: Da ist ihr einst verschollen und tot geglaubter Gatte, der ihr wie ein Fremder gegenübersteht, und auf der anderen Seite der Kapellmeister Werner, dem sie seit ihrem Exil alles verdankt. Michael erkennt, wie viel die Gesangskunst seiner Frau bedeutet und schreibt ihr einen Abschiedsbrief. Nach langem Überlegen entscheidet sie sich, ihren geliebten Beruf aufzugeben und zu ihrem Gatten und damit auch mit ihm in die litauische Einsamkeit zurückzukehren. Meister Werner bleibt allein zurück: Er muss sich mit seiner Liebe zur Musik und zur hohen Kunst trösten.

## Produktionsnotizen
Großfürstin Alexandra entstand ab Ende Juni 1933 in Wien und der Wiener Staatsoper. Der Film wurde in der österreichischen Hauptstadt am 17. Oktober 1933 uraufgeführt. Massenstart war am 27. Oktober desselben Jahres. Trotz starker jüdischer Beteiligung (Regisseur Thiele, Kameramann Otto Kanturek, Nebendarsteller Szöke Szakall, musikalischer Leiter Felix Günther) fand der Film am 22. November 1933 auch seine Berliner Premiere.
Neben Franz Lehárs Komposition wurden auch Melodien aus Aida von Giuseppe Verdi verwendet. Die Sopranistin Maria Jeritza sang ihre Partien selbst. 
Artur Berger entwarf die Filmbauten. Für den Ton sorgte Alfred Norkus, Hans Casparius war Standfotograf.

## Musik
Folgende Musiktitel wurden gespielt bzw. gesungen:
- Dann ist der Mensch dem Tier voran
- Du und ich sind füreinander bestimmt
- Freunde, laßt die Gläser klingen
- Irgendwo bangt mein Mütterlein
- Pace, pace
- Ritorna vincitor
- Servus Wien!

Die Liedtexte verfasste Artur Rebner.

## Kritiken
Paimann’s Filmlisten resümierte: „Das obligate Sujet der Sängerfilme wandelt das Thema der Starkarriere konventionell ab, ist aber mit Geschmack inszeniert. Tragend sind die Komikerrollen. Die Jeritza hält sich von Überbetonungen fern, ist nicht selbstgefällig, bewahrt Haltung. Den Glanz ihrer Stimme aber kann sie nur in den Opernszenen voll entfalten. In Lehárs Liedern und Couplets wirkt sie etwas unfrei. Szenenweise imposante Aufmachung, die Wiener Staatsoper in natura.“
Die Österreichische Film-Zeitung schrieb: „Hanns Saßmann hat die keinesfalls leichte Aufgabe, ein Buch um die Jeritza zu schreiben, glücklich gelöst. Der Film ist spannend, abwechslungsreich, der Dialog hat durchaus Niveau, und es fehlt auch nicht an einer Reihe äußerst lustiger Szenen. (…) Die Regie Wilhelm Thieles ist einfallsreich, farbig und bemüht, allem Konventionellen aus dem Weg zu gehen.“